# Велика долина (телесеріал)
«Велика долина» (англ. The Big Valley) — американський драматичний телесеріал у жанрі вестерну. Прем'єрний показ відбувся на каналі ABC 15 вересня 1965 — 19 травня 1969 років.

## Загальний опис
Дія відбувається на вигаданому ранчо заможної родини Барклі у Стоктоні, штат Каліфорнія, у 1876—1878 роках. Головними персонажами є старіюча вдова Вікторія Барклі та четверо її дітей  — сини Гіт, Джеррод і Нік та донька Одра.
Саріал було створено як альтернативу «чоловічім» вестернам, таким як «Димок зі ствола» та «Бонанза» і вирізняло те, що головну роль у ньому виконувала жінка. За роль Вікторії Барклі Барбара Стенвік виграла премію Еммі за найкращу жіночу роль у драматичному телесеріалі 1966 року і номінувалася на Еммі у 1967-68 роках, а також тричі висувалася на премію Золотий глобус.
Хоча шоу було дуже успішним для каналу ABC того періода, воно ніколи не сягнуло успіху своїх попередників і завершилось 1969 року, на хвилі різкого падіння інтересу глядачів до вестернів. Серіал, однак, десятиліття по тому став успішним в повторах, а 2012 року розпочалися зйомки однойменного повнометражного фільму з Джессікою Ленг у головній ролі, які скоро були призупинені на невизначений термін через висунуті проти режисера стрічки звинувачення у шахрайстві в зв'язку з двома його попередніми фільмами.

## У ролях
| Актор            | Роль               |
| ---------------- | ------------------ |
| Барбара Стенвік  | Вікторія Барклі    |
| Лі Мейджорс      | Гіт Барклі         |
| Річард Лонг      | Джеррод Барклі     |
| Лінда Еванс      | Одра Барклі        |
| Пітер Брек       | Нік Барклі         |
| Наполеон Вайтінг | Сайлас             |
| Дуглас Кеннеді   | Фред Медден, шериф |
| Чарльз Брайлс    | Юджин Барклі       |

Також у серіалі знімалися: Джулі Адамс, Гаррі Дін Стентон, Еллен Берстін, Денніс Гоппер, Еммануель Арсан, Мартін Ландау, Джулі Гарріс, Моріс Еванс, Клоріс Лічмен, Рон Говард, Енн Бакстер, Лью Ейрс, Кетрін Росс, Адам Вест, Джулі Лондон, Яфет Котто, Джордж Кеннеді, Карен Блек, Мілтон Берл, Чарлз Бронсон, Леслі Нільсен, Маргарита Кордова, Вільям Шетнер, Річард Фарнсворт, Діана Бейкер, Роберт Лоджа, Лі Грант, Джинн Купер, Джек Альбертсон, Річард Дрейфус, Джон Керрадайн, Брюс Дерн, Бредфорд Діллман, Ів Пламб та інші.